# Opuntia corotilla
Opuntia corotilla là một loài thực vật có hoa trong họ Cactaceae. Loài này được K. Schum. ex Vaupel mô tả khoa học đầu tiên năm 1913.